# Монако еПри 2017
Монако еПри 2017, официално име ФИА Формула Е Монако еПри 2017, е второто еПри на Монако, пети кръг от сезон 2016/17 и общо 26-и старт в историята на Формула Е. Провежда се на 13 май 2017 г. на пистата Монте Карло в Монако. Състезанието печели тръгналият от първа позиция Себастиен Буеми пред Лукас ди Граси и Ник Хайдфелд.

## Преди състезателния ден
Участието на Хосе Мария Лопес е под въпрос за състезанието, след като в средата на април получава контузия на прешлените при катастрофа по време на 6-те часа на Силвърстоун, част от Световния шампионат за издръжливост. Той заявява, че дори да получи лекарско разрешение да се състезава, няма да го направи, ако съществува риск контузията да се усложни и така да пропусне 24-те часа на Льо Ман през юни. Вместо него за участие се подготвя резервния пилот на DS Върджин Рейсинг Алекс Лин, но след преглед след първата свободна тренировка се оказва, че няма пречки Лопес да стартира в състезанието.
Робин Фрийнс също има проблеми с контузия - връзките на дясното коляно, и от неговия отбор Амлин Андрети се опасяват, че при задължиталната смяна на болидите тя може да се усложни и взимат Александър Симс като резервен пилот, но се оказва, че Фрийнс няма да има проблем да се състезава.
След старта в Буенос Айрес Естебан Гутиерес се оплаква от лошия баланс на болида, като от отбора на Тачита смятат, че това може да се дължи на щети по шасито, причинени от няколкото катастрофи на предшественика на Гутиерес Ма Кингхуа; тъй като по принцип отборите имат право само на едно шаси за болид, Тачита получават специално разрешение да използват ново.

## Свободни тренировки, квалификация, наказания и FanBoost
Най-бързо време в първата свободна тренировка дава Себастиен Буеми (0:52.795) пред Никола Прост и Стефан Саразен, а във втората - отново Буеми (0:52.729) пред Сам Бърд и Лукас ди Граси. Първата тренировка е прекратена преди изтичането на 45-те минути след катастрофа между Феликс Розенквист и Оливър Търви, при която шведът не успява да реагира навреме и удря Търви, който рязко е намалил скоростта, за да не изпревари Буеми при развети жълти флагове.
По време на квалификацията за място най-бързо време записва Жан-Ерик Верн (0:53.286) пред Маро Енгел (0:53.397) и Буеми (0:53.413); петицата, участваща в Супер Пол сесията допълват Нелсиньо Пикет и ди Граси. Жером Д'Амброзио не успява да запише бърза обиколка, но получава разрешение да стартира, защото записва достатъчно бързи времена в тренировките. В Супер Пол сесията Буеми дава най-доброто време (0:53.313) пред ди Граси (0:53.550), Пикет (0:53:606), Верн (0:53:756) и Енгел (0:55.013).
Записият 12-о време в квалификацията Лоик Дювал е дисквалифициран и стартира от последната позиция, защото прави повече обиколки от допустимото по време на квалификацията.
Буеми, Саразен и ди Граси печелят гласуването за FanBoost.

## Състезание
Състезанието се провежда при сухо, слънчево време и температура от около 20,5°. На пистата присъстват около 18000 зрители.
В първата обиколка след старта първите четирима успяват да запазят позициите си, докато Хайдфелд изпреварва Розенквист и Енгел и заема петата позиция. Бърд също стартира добре и печели три позиции, като вече е седми. Даниел Абт поврежда носа и задното крило на болида си след удар с Лопес, Пикет успява да се измъкне невредим след удар в предпазната стена, а болидът на Саразен изгасва на старта и той пада до последното място. В осмата обиколка на съотборниците в DS Върджин Рейсинг Бърд и Лопес се налага да минат през бокса за поправки – Бърд поврежда задното окачване след удар в предпазната стена, а задното крило на Лопес има поражения след сблъсъка с Абт.
В 21-вата обиколка опит на Верн да изпревари Пикет за третото място води до контакт между двата болида, като този на Верн катастрофира в предпазната стена, а Пикет успява да продължи, но губи третото място от Хайдфелд. На пистата излиза колата за сигурност, а всички останали в състезанието пилоти решават да минат през бокса за смяна на болидите. След спиранията в бокса начело остава Буеми пред ди Граси, Хайдфелд, Пикет, Енгел, Розенквист, Абт, Фрийнс, Гутиерес и Антонио Феликс да Коща. Буеми започва отново да се откъсва пред ди Граси, а най-оспорвана е борбата за четвъртото място между Пикет, Енгел, Розенквист и Абт. Съотборниците във Фарадей Фючър Драгън Рейсинг Д'Амброзио и Дювал спират в бокса с повреди и въпреки че се връщат на пистата, впоследствие отпадат. В 24-тата обиколка Бърд записва най-бързата обиколка и взима една точка в състезание, в което рано губи шансове да се бори за място в зоната на точките.
Шест обиколки преди края ди Граси успява да спести изоставането си от Буеми на само половин секунда, но двамата попадат в трафик и бразилецът не успява да намери подходящ момент за атака до последната обиколка, когато на два пъти принуждава Буеми да заеме отбранителна траектория, но късата старт-финална права се оказва недостатъчна за изпреварване. Зад тях първата десетка попълват Хайдфелд, Пикет, Енгел, Розенквист, Абт, Гутиерес, да Коща и Прост. Да Коща обаче получава е наказан с преминаване в бокса заради опасно напускане на бокса, като впослествие наказанието е преобразувано в добавяне на 33 секунди към времето му и така португалецът изпада от зоната на точките и остава единадесети, а на десето място отива Мич Евънс.

## Резултати

### Квалификация
| Поз.      | №  | Пилот                  | Отбор                        | Време    | Разлика | Решетка |
| --------- | -- | ---------------------- | ---------------------------- | -------- | ------- | ------- |
| 1         | 25 | Жан-Ерик Верн          | Тачита                       | 0:53.286 |         | 41      |
| 2         | 5  | Маро Енгел             | Венчъри Формула Е            | 0:53.397 | +0.111  | 51      |
| 3         | 9  | Себастиен Буеми        | Рено е.Дамс                  | 0:53.413 | +0.127  | 1       |
| 4         | 3  | Нелсиньо Пикет         | НекстЕВ НИО                  | 0:53.421 | +0.135  | 31      |
| 5         | 11 | Лукас ди Граси         | АБТ Шефлер Ауди Спорт        | 0:53.556 | +0.270  | 21      |
| 6         | 19 | Феликс Розенквист      | Махиндра Рейсинг             | 0:53.609 | +0.323  | 6       |
| 7         | 37 | Хосе Мария Лопес       | DS Върджин Рейсинг           | 0:53.666 | +0.380  | 7       |
| 8         | 23 | Ник Хайдфелд           | Махиндра Рейсинг             | 0:53.687 | +0.401  | 8       |
| 9         | 66 | Даниел Абт             | АБТ Шефлер Ауди Спорт        | 0:53.725 | +0.439  | 9       |
| 10        | 2  | Сам Бърд               | DS Върджин Рейсинг           | 0:53.729 | +0.443  | 10      |
| 11        | 4  | Стефан Саразен         | Венчъри Формула Е            | 0:53.846 | +0.560  | 11      |
| 12        | 6  | Лоик Дювал             | Фарадей Фючър Драгън Рейсинг | 0:53.929 | +0.643  | 202     |
| 13        | 27 | Робин Фрийнс           | Амлин Андрети                | 0:54.034 | +0.748  | 12      |
| 14        | 33 | Естебан Гутиерес       | Тачита                       | 0:54.092 | +0.811  | 13      |
| 15        | 20 | Мич Евънс              | Панасоник Ягуар Рейсинг      | 0:54.115 | +0.829  | 14      |
| 16        | 88 | Оливър Търви           | НекстЕВ НИО                  | 0:54.522 | +1.236  | 15      |
| 17        | 28 | Антонио Феликс да Коща | Амлин Андрети                | 0:54.631 | +1.345  | 16      |
| 18        | 47 | Адам Керъл             | Панасоник Ягуар Рейсинг      | 0:55.031 | +1.745  | 17      |
| 19        | 8  | Никола Прост           | Рено е.Дамс                  | 0:55.081 | +1.795  | 18      |
| 20        | 7  | Жером Д'Амброзио       | Фарадей Фючър Драгън Рейсинг | 1:00.636 | +7.350  | 193     |
| Източник: |    |                        |                              |          |         |         |

Бележки:
- 1 – Мястото на стартовата решетка е определено чрез Супер Пол елиминации.
- 2 – Дювал е дисквалифициран и стартира от последната позиция, защото прави повече обиколки от допустимото по време на квалификацията.
- 3 – Д'Амброзио е с време, по-бавно от 110% от времето на най-бързия пилот, но получава разрешение да стартира, тъй като е достатъчно бърз в тренировките.

### Супер Пол
| Поз.      | №  | Пилот           | Отбор                 | Време    | Разлика | Решетка |
| --------- | -- | --------------- | --------------------- | -------- | ------- | ------- |
| 1         | 9  | Себастиен Буеми | Рено е.Дамс           | 0:53.313 |         | 1       |
| 2         | 11 | Лукас ди Граси  | АБТ Шефлер Ауди Спорт | 0:53.550 | +0.237  | 2       |
| 4         | 3  | Нелсиньо Пикет  | НекстЕВ НИО           | 0:53.606 | +0.293  | 3       |
| 4         | 25 | Жан-Ерик Верн   | Тачита                | 0:53.756 | +0.443  | 4       |
| 5         | 5  | Маро Енгел      | Венчъри Формула Е     | 0:55.013 | +1.170  | 5       |
| Източник: |    |                 |                       |          |         |         |

### Състезание
| Поз.      | №  | Пилот                  | Отбор                        | Обиколки | Време/Отпадане | Място | Точки |
| --------- | -- | ---------------------- | ---------------------------- | -------- | -------------- | ----- | ----- |
| 1         | 9  | Себастиен Буеми        | Рено е.Дамс                  | 51       | 51:05.488      | = 0   | 281   |
| 2         | 11 | Лукас ди Граси         | АБТ Шефлер Ауди Спорт        | 51       | +0.320         | = 0   | 18    |
| 3         | 23 | Ник Хайдфелд           | Махиндра Рейсинг             | 51       | +13.678        | 05    | 15    |
| 4         | 3  | Нелсиньо Пикет         | НекстЕВ НИО                  | 51       | +19.074        | 01    | 12    |
| 5         | 5  | Маро Енгел             | Венчъри Формула Е            | 51       | +19.518        | = 0   | 10    |
| 6         | 19 | Феликс Розенквист      | Махиндра Рейсинг             | 51       | +19.599        | = 0   | 8     |
| 7         | 66 | Даниел Абт             | АБТ Шефлер Ауди Спорт        | 51       | +20.430        | 02    | 6     |
| 8         | 33 | Естебан Гутиерес       | Тачита                       | 51       | +32.295        | 05    | 4     |
| 9         | 8  | Никола Прост           | Рено е.Дамс                  | 51       | +35.667        | 09    | 2     |
| 10        | 20 | Мич Евънс              | Панасоник Ягуар Рейсинг      | 51       | +38.410        | 04    | 1     |
| 11        | 28 | Антонио Феликс да Коща | Амлин Андрети                | 51       | +1:08.3302     | 05    |       |
| 12        | 27 | Робин Фрийнс           | Амлин Андрети                | 51       | +1:14.053      | = 0   |       |
| 13        | 88 | Оливър Търви           | НекстЕВ НИО                  | 50       | +1 обиколка    | 02    |       |
| 14        | 47 | Адам Керъл             | Панасоник Ягуар Рейсинг      | 50       | +1 обиколка    | 03    |       |
| 15        | 4  | Стефан Саразен         | Венчъри Формула Е            | 49       | +2 обиколки    | 04    |       |
| Отп       | 37 | Хосе Мария Лопес       | DS Върджин Рейсинг           | 43       | Окачване       | 09    |       |
| Отп       | 7  | Жером Д'Амброзио       | Фарадей Фючър Драгън Рейсинг | 43       | Задвижване     | 02    |       |
| Отп       | 6  | Лоик Дювал             | Фарадей Фючър Драгън Рейсинг | 40       | Спирачки       | 02    |       |
| Отп       | 2  | Сам Бърд               | DS Върджин Рейсинг           | 36       | Окачване       | 02    | 13    |
| Отп       | 25 | Жан-Ерик Верн          | Тачита                       | 20       | Катастрофа     | 16    |       |
| Източник: |    |                        |                              |          |                |       |       |

Балежки:
- 1 – Три точки за първо място в квалификациите.
- 2 – Към времето на Да Коща са добавени 33 секунди заради опасно напускане на бокса.
- 3 – Две точки за най-бърза обиколка.

## Класиране след състезанието
| Поз | Пилот           | Точки |   |
| --- | --------------- | ----- | - |
| 1   | Себастиен Буеми | 104   | = |
| 2   | Лукас ди Граси  | 89    | = |
| 3   | Никола Прост    | 48    | = |
| 4   | Жан-Ерик Верн   | 40    | = |
| 5   | Сам Бърд        | 34    | = |

| Поз | Конструктор           | Точки |           |
| --- | --------------------- | ----- | --------- |
| 1   | Рено е.дамс           | 152   | =         |
| 2   | АБТ Шефлер Ауди Спорт | 115   | =         |
| 3   | Махиндра Рейсинг      | 60    | Повишение |
| 4   | Тачита                | 45    | Повишение |
| 5   | DS Върджин Рейсинг    | 44    | Понижение |